# Sant Jordi de Can Ribes
Sant Jordi és la capella particular del mas de Can Ribes, del terme municipal de Bigues i Riells, al Vallès Oriental, dins de l'àmbit de l'antic poble de Bigues.
La capella forma part de l'edifici principal de la masia de Can Ribes.